# 徳大寺実時
徳大寺 実時（とくだいじ さねとき）は、室町時代の公卿。父は徳大寺公清。号は野宮。法名は常実。

## 略歴
- 延元3年/建武5年（1338年）に徳大寺公清の子として生まれる。
- 正平9年/文和3年（1354年）10月22日、叙従三位。
- 正平11年/延文元年（1356年）1月16日の踏歌節会に出仕したところ、参議が誰も出仕しなかったためにその場で参議（前日付）に任ぜられる（『園太暦』）。
- 弘和2年/永徳2年（1382年）に内大臣（1382年 - 1388年）となる。
- 弘和3年/永徳3年（1383年）9月4日、叙従一位。
- 元中5年/嘉慶2年（1388年）に左大臣（1388年 - 1392年）となる。
- 応永元年（1394年）に太政大臣となる。
- 応永2年（1395年）6月21日に出家。
- 応永11年（1404年）に薨去。

## 系譜
- 父：徳大寺公清（1312-1360）
- 母：洞院公賢の娘 - 法名正音
- 妻：不詳
  - 男子：徳大寺公俊（1371-1428）